# László Ladány
Pour les articles homonymes, voir Ladany.
Le père László Ladányi (14 janvier 1914 - 23 septembre 1990), également orthographié en anglais Ladány ou Ladany, est un jésuite hongrois, observateur de la Chine, auteur et rédacteur en chef de China News Analysis, un périodique influent sur les affaires chinoises,.

## Biographie
Ladányi est né à Diósgyőr, en Hongrie, en 1914. Il veut d'abord devenir violoniste et se forme comme tel, mais en 1936 il entre dans l'ordre des Jésuites. Il se rend également en Chine cette année-là, vivant d'abord à Pékin puis à Shanghai.
Après la fin de la guerre civile chinoise en 1949, László Ladányi et d'autres jésuites sont contraints de fuir la Chine et il s'installe à Hong Kong. Il commence à publier China News Analysis en 1953 à l'université de Hong Kong et devient bien connu des observateurs chinois et des journalistes du monde entier. Ladányi base ses évaluations et ses conclusions principalement sur des lectures de documents officiels chinois et a constamment critiqué le régime du Parti communiste chinois.
Ladányi, qui est diversement qualifié d'"anti-communiste fanatique" par les critiques et comme "l'observateur le plus exact et le plus correct" de la politique chinoise continentale par les admirateurs, possède ce que Simon Leys appelle une "incroyable capacité" à en tirer un sens. de documents officiels chinois souvent énigmatiques. Jürgen Domes le décrit comme ayant atteint "un prestige sans précédent en tant que spécialiste de la Chine, [...] le doyen de la communauté internationale des observateurs de la politique chinoise contemporaine".

## Ouvrages
Ladányi est l'unique rédacteur en chef de China News Analysis depuis sa fondation jusqu'en 1982, date à laquelle il quitte la revue pour poursuivre une carrière d'auteur. Le sinologue Simon Leys (pseudonyme de l'historien de l'art et homme de lettres Pierre Ryckmans) glane de nombreuses informations dans China News Analysis de Ladányi, qu'il qualifie de "super". Leys utilise fréquemment ce matériau dans son livre de 1971 Les Habits neufs du président Mao . En 1975, ce livre reçoit le Prix Jean Walter, prix d'histoire et de sociologie de l'Académie française et en 1978, il est publié en anglais sous le titre The Chairman's New Clothes.
Le spécialiste du droit chinois, Pitman B. Potter, passe en revue Law and Legality dans China Quarterly . Il le qualifie d '"utile et stimulante" et constate que son utilisation de sources officielles chinoises confère à l'analyse une "certaine crédibilité", mais tend à présenter une "image trop unifiée" avec peu d'indications sur les débats politiques et les problèmes de mise en œuvre. Potter ajoute que ce « tableau sombre » contraste avec la présentation « élogieuse et quelque peu idéaliste » du droit dans la Chine traditionnelle, et ne souligne pas les aspects du droit de la République populaire qui n'étaient pas des inventions communistes, mais des codes de lois déjà présents dans la Chine impériale.

## Philosophie
Dans l'édition finale de China News Analysis pour laquelle Ladányi est rédacteur en chef, il publie en décembre 1982, dans China News Analysis, les «dix commandements» décrivant sa philosophie sur l'étude et l'évaluation de la politique chinoise contemporaine:
1. N'oubliez pas que personne vivant dans une société libre n'a jamais une compréhension complète de la vie dans une société enrégimentée.
2. Regardez la Chine à travers des lunettes chinoises ; si on le regarde à travers des lunettes étrangères, on essaie ainsi de donner un sens aux événements chinois en fonction de nos propres problèmes.
3. Apprenez quelque chose sur les autres pays communistes.
4. Étudiez les principes de base du marxisme.
5. Gardez à l'esprit que les mots et les termes n'ont pas le même sens dans une société marxiste qu'ailleurs.
6. Gardez votre bon sens : les Chinois ont peut-être les caractéristiques particulières des Chinois, mais ce sont des êtres humains, et ont donc des réactions normales d'êtres humains.
7. Les personnes ne sont pas moins importantes que les problèmes ; ils le sont probablement davantage. Un groupe peut adopter le programme de ceux qui s'y opposent pour conserver le pouvoir.
8. Ne croyez pas que vous connaissez toutes les réponses. La Chine pose plus de questions qu'elle n'apporte de réponses.
9. Ne perdez pas votre sens de l'humour. Une presse enrégimentée est trop sérieuse pour être prise très au sérieux.
10. Surtout, lisez les petits caractères !

## Estimation de la mortalité due à la famine
Dans le numéro du 10 août 1962 de China News Analysis, Ladányi note avec précision l'existence de la famine massive résultant du Grand Bond en avant de Mao et propose une «estimation réaliste» de 50 millions de morts. Cela est basé sur des lettres envoyées depuis la partie continentale de la Chine et sur des rapports de réfugiés. Plusieurs années plus tard, Frank Dikötter estime dans son livre Mao's Great Famine (2010) un nombre de morts "d'au moins" 45 millions, une confirmation proche du chiffre de Ladányi.

## Ouvrages
- China News Analysis, éditeur, (1953 - 1982)
- Le Parti communiste chinois et le marxisme 1921-85 : un autoportrait . Londres : C. Hurst & Co. Publishers Ltd., 1988 ; Stanford, Californie : Hoover Institution Press, université Stanford ; Publication de presse Hoover ; 1988.

- Le droit et la légalité en Chine : le témoignage d'un observateur de la Chine, édité par Jürgen Domes et Marie-Luise Näth. Honolulu : Presses de l'université d'Hawaï, 1992, (ISBN 0-8248-1473-8) ( table des matières ) et Londres : C. Hurst & Co. Publishers Ltd., 1992. (ISBN 1-85065-136-1)